# Krawędź Sandwichu Południowego
Krawędź Sandwichu Południowego (ang. South Sandwich Fracture Zone) – oceaniczna strefa spękań na Oceanie Południowym, położona na obszarze pomiędzy równoleżnikami 60°30'S i 60°45'S oraz południkami 17°30'W i 24°00'W. Rozciąga się w kierunku ze wschodu na zachód, na południe od Rowu Sandwichu Południowego. Wzdłuż krawędzi płyta antarktyczna przesuwa się ruchem lewoskrętnym względem płyty antarktycznej z prędkością około 15 mm rocznie. W pobliżu krawędzi kilkukrotnie odnotowywano trzęsienia ziemi. Jej nazwa pochodzi od pobliskiego archipelagu Sandwich Południowy i została zatwierdzona przez organizację Advisory Committee for Undersea Features w czerwcu 1987 roku.